# Rudolf Alexander Schröder
Rudolf Alexander Schroder (Brema, 26 gennaio 1878 – Bad Wiessee, 22 agosto 1962) è stato uno scrittore, architetto e pittore tedesco.
Fu tra i fondatori della rivista Die Insel (L'isola, dal 1899).
Saldamente ancorato alla cultura classica, di cui fu critico profondo e valente traduttore, contenne in strutture tradizionali la propria invenzione poetica, esprimendo in numerosi lavori il proprio alto sentimento religioso.

## Opere
- Unmut, del 1899.
- Empedokles - Empedocle, del 1900.
- An Belinde, del 1902.
- Sonette zum Andenken an eine Verstorbene, del 1904.
- Elysium - Elisio,  del 1906.
- Die Zwillingsbrüder, del 1906.
- Lieder und Elegien, del 1911.
- Deutsche Oden - Odi tedesche, del 1910.
- Heilig Vaterland, del 1914.
- Audax omnia perpeti, del 1922.
- Der Herbst am Bodensee, del 1925.
- Mitte des Lebens - Metà della vita, del 1930.
- Der Wanderer und die Heimat, del 1931.
- Aus Kindheit und Jugend, autobiografia, del 1935.
- Dichtung und Dichter der Kirche, del 1937.
- Die Ballade vom Wandersmann, del 1937.
- Die Kirche und ihr Lied, del 1937.
- Die weltlichen Gedichte, del 1940.
- Die geistlichen Gedichte, del 1949.
- Unser altes Haus, del 1951.
- Das Sonntagsevangelium in Reimen - Il vangelo domenicale in rima, del 1952.
- Das Vaterunser. Eine Auslegung, del 1963.
- Predigten zum Kirchenjahr, del 1965.